# Memoriał Kazimierza Araszewicza 1999
Memoriał Kazimierza Araszewicza 1999 – 10. edycja turnieju żużlowego, który miał na celu upamiętnienie polskiego żużlowca Kazimierza Araszewicza, który zginął tragicznie w 1976 roku, odbyła się 1 września 1999 roku w Toruniu oraz była zarówno kwalifikacjami do reprezentacji Polski juniorów. Turniej wygrał Roman Chromik.

## Wyniki
- Toruń, 1 września 1999
- NCD: Piotr Świderski – 65,53 w wyścigu zawodników rezerwowych 1
- Sędzia: Ryszard Głód

| Msc. | Zawodnik                | Klub         | Pkt  |             |  |
| ---- | ----------------------- | ------------ | ---- | ----------- |  |
| 1    | Roman Chromik           | Rybnik       | 12+5 | (1,2,3,3,3) |  |
| 2    | Mariusz Fierlej         | Leszno       | 11+3 | (u,3,2,3,3) |  |
| 3    | Michał Aszenberg        | Gorzów Wlkp. | 11+2 | (3,3,2,1,2) |  |
| 4    | Rafał Szombierski       | Rybnik       | 13+d | (2,2,3,3,3) |  |
| 5    | Michał Robacki          | Bydgoszcz    | 10   | (3,2,d,2,3) |  |
| 6    | Jarosław Hampel         | Piła         | 10   | (3,1,1,3,2) |  |
| 7    | Tomasz Kwiatkowski      | Gorzów Wlkp. | 9    | (3,3,3,d,d) |  |
| 8    | Krzysztof Świder        | Opole        | 8    | (2,3,0,1,2) |  |
| 9    | Zbigniew Czerwiński     | Częstochowa  | 8    | (2,1,3,2,w) |  |
| 10   | Adam Czechowicz         | Opole        | 5    | (0,2,2,1,0) |  |
| 11   | Sebastian Smoter        | Zielona Góra | 5    | (2,0,1,2,0) |  |
| 12   | Łukasz Jankowski        | Leszno       | 5    | (1,0,0,2,2) |  |
| 13   | Przemysław Kłos         | Toruń        | 4    | (d,1,2,0,1) |  |
| 14   | Dawid Cieślewicz        | Gniezno      | 4    | (1,0,1,1,1) |  |
| 15   | Rafał Kurmański         | Zielona Góra | 2    | (1,0,1,0,d) |  |
| 16   | Mirosław Giżycki        | Piła         | 2    | (t,1,0,0,1) |  |
|      | rez. Piotr Świderski    | Wrocław      |      | (1)         |  |
|      | rez. Maciej Kierzkowski | Grudziądz    |      | (0)         |  |
|      | rez. Wojciech Duda      | Toruń        |      | (ns)        |  |
|      | rez. Wojciech Zieliński | Toruń        |      | (ns)        |  |

Bieg po biegu
1. [66,94] Robacki, Szombierski, Chromik, Kłos (d)
2. [66,34] Kwiatkowski, Czerwiński, Jankowski, Fierlej (u)
3. [67,25] Hampel, Smoter, Kurmański, Kierzkowski, Giżycki (t)
4. [66,31] Aszenberg, Świder, Cieślewicz, Czechowicz
5. [67,38] Kwiatkowski, Czechowicz, Kłos, Kurmański
6. [66,81] Świder, Robacki, Czerwiński, Smoter
7. [66,72] Aszenberg, Szombierski, Giżycki, Jankowski
8. [66,69] Fierlej, Chromik, Hampel, Cieślewicz
9. [66,97] Czerwiński, Kłos, Cieślewicz, Giżycki
10. [65,87] Kwiatkowski, Aszenberg, Hampel, Robacki (d)
11. [67,09] Szombierski, Fierlej, Kurmański, Świder
12. [66,37] Chromik, Czechowicz, Smoter, Jankowski
13. [67,38] Hampel, Jankowski, Świder, Kłos
14. [66,94] Fierlej, Robacki, Czechowicz, Giżycki
15. [66,00] Szombierski, Smoter, Cieślewicz, Kwiatkowski (d)
16. [66,62] Chromik, Czerwiński, Aszenberg, Kurmański

1. [67,06] Fierlej, Aszenberg, Kłos, Smoter
2. [67,94] Robacki, Jankowski, Cieślewicz, Kurmański (d)
3. [67,41] Szombierski, Hampel, Świderski, Czechowicz, Czerwiński (w)
4. [66,88] Chromik, Świder, Giżycki, Kwiatkowski (d)

### Finał – bieg memoriałowy
1. [67,25] Chromik, Fierlej, Aszenberg, Szombierski (d)

### Wyścig zawodników rezerwowych
1. [65,53] Świderski, Duda, Zieliński
2. [66,56] Świderski, Kierzkowski, Duda, Zieliński
3. [66,98] Świderski, Duda, Kierzkowski